# Nartan
Nartan (ros. Нартан) – wieś w Rosji, w Kabardo-Bałkarii, w rejonie czegiemskim. W 2010 liczyła 12 813 mieszkańców.

## Urodzeni
- Szachim Tengizow – radziecki działacz partyjny.